# Anyphaena felipe
Espèce
Anyphaena felipe est une espèce d'araignées aranéomorphes de la famille des Anyphaenidae.

## Distribution
Cette espèce est endémique de l'État d'Oaxaca au Mexique,. Elle se rencontre sur le mont San Felipe.

## Description
Le mâle holotype mesure 4,46 mm et la femelle paratype 3,99 mm.

## Étymologie
Son nom d'espèce lui a été donné en référence au lieu de sa découverte, le mont San Felipe.

## Publication originale
- Platnick & Lau, 1975 : A revision of the celer group of the spider genus Anyphaena (Araneae, Anyphaenidae) in Mexico and Central America. American Museum novitates, no 2575, p. 1-36 (texte intégral).